# Jaco (Timor Est)
Jaco (conosciuta anche come Jako) è una piccola isola dell'arcipelago  delle Piccole Isole della Sonda. È un'isola disabitata, considerata sacra dalle popolazioni della parte più orientale dell'isola di Timor. Politicamente Jaco fa parte del distretto di Lautém, Timor Est.

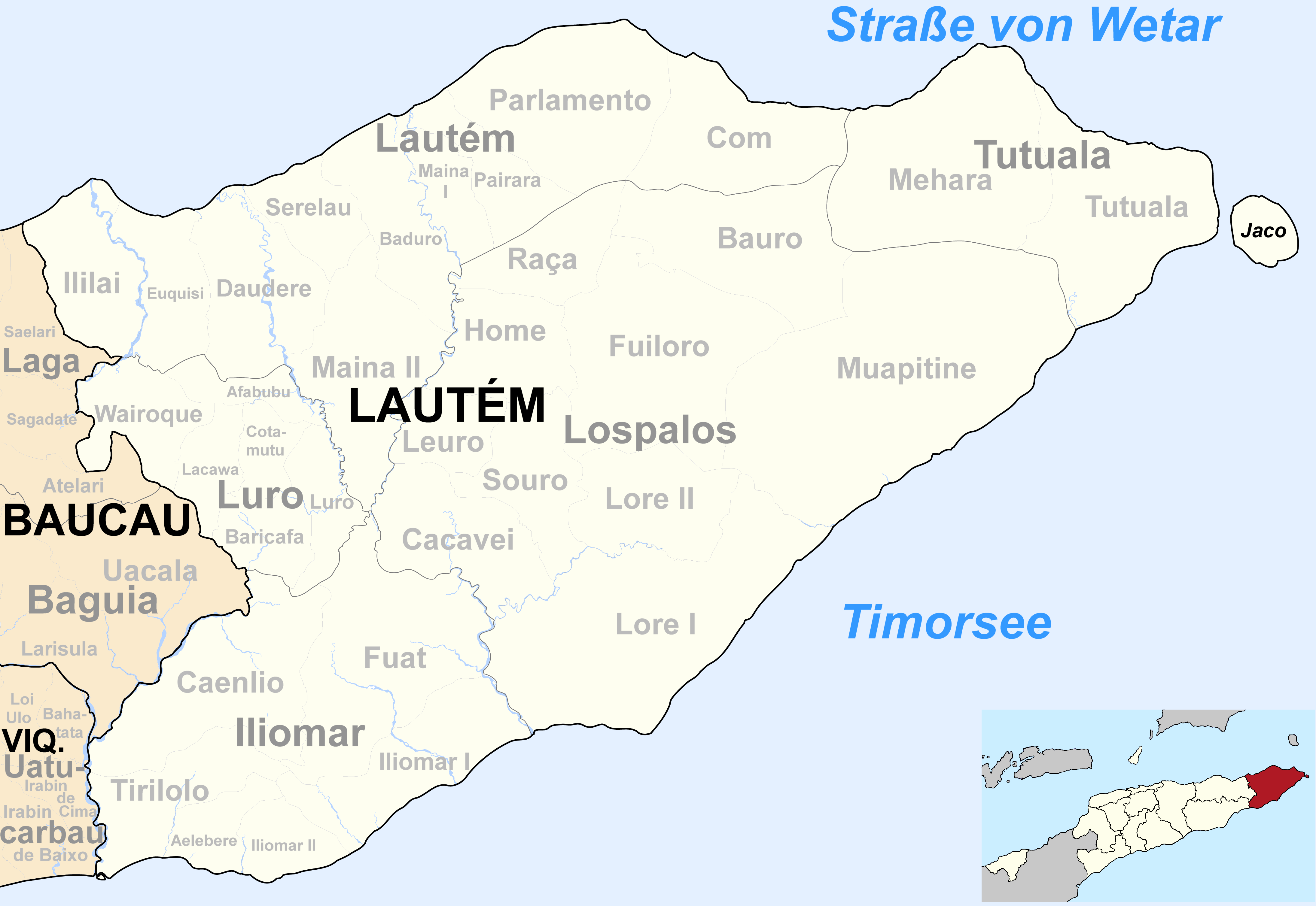
Jaco nella mappa del distretto di Lautém